# 帛琉熱帶潮濕森林
帛琉熱帶潮濕森林（英語：Palau tropical moist forests）是一群位於密克羅尼西亞的熱帶和亞熱帶濕潤闊葉林生態區。它的範圍擴及帛琉全國。

## 地理
帛琉群島是一個約200公里長的群島，位於赤道以北800公里，以及菲律賓以東800公里。卡揚埃爾是群島最北端的島嶼，而安加爾州是最南端的島嶼。巴伯尔道布岛是群島最大的島嶼（376平方公里），佔整個熱帶潮濕森林生態區的陸地約70%的面積。整個群島的大部分都被一道防潮礁環繞著。
包括巴貝爾多布島和科羅爾州的一些島嶼，其地質都是由風化的火山岩構成。群島的大部分結構則由從海洋隆起的石灰岩構成，並在經過侵蚀作用而形成壯觀的喀斯特地形地貌。
此外，包括熱帶潮濕森林所在的生態區，也包括一些帛琉群島西南方的環礁，包括松索羅爾州群島、托比島和哈托博海伊州等島嶼。

## 氣候
該生態區屬潮濕的熱帶氣候。首都的年平均氣溫為27ºC，年平均降雨量3,730毫米。全年降雨充沛，5月至11月夏季雨季降雨較多，2月至4月降雨較少。

## 森林
帛琉熱帶潮濕森林的生態環境，主要是由熱帶潮濕闊葉森林組成。島嶼上的森林包括八種主要類型：從高海拔火山島上的高地森林、沼澤森林、紅樹林、環礁森林、卡蘇利納森林、石灰岩森林、林場森林和棕櫚森林，形成較為獨特的海洋森林生態體系。當前僅有24.7%的生態區位於島嶼的生態保護區內。
然而，受到森林砍伐、興建城市建築等因素，當前巴貝爾多布島的許多森林已被砍伐而改為草地。

## 生態
帛琉熱帶潮濕森林共有13種特有的鳥種，包括帛琉地鴿、帕島果鳩、帛琉夜鶯、帕劳金丝燕、帕勞角鴞、銹頂翠鳥，早鳥，帛琉蟬鳥、帕勞尾羽鶯，帛琉捕蝶鳥，帛琉灌木鶯、巨型白眼鳥和暗白眼鳥。
帛琉灌木鷄是密克羅尼西亞灌木鷄的特有亞種，也棲息於馬里亞納群島。

## 外部連結
- . 陸地生態區. 世界野生動物基金會.
- Palau tropical moist forests (DOPA) （页面存档备份，存于）
- Palau tropical moist forests (Encyclopedia of Earth) （页面存档备份，存于）